# Gabriel Vilches
Gabriel Antonio Vilches Sandoval (Peñalolén, Chile, 1 de mayo de 1985) es un futbolista chileno que juega como volante defensivo.
Se inició en el club amateur Real Los Héroes de Lo Hermida, de Peñalolén, y luego pasó a las divisiones menores de Unión Española, siendo enviado en tres oportunidades a préstamo a Trasandino de Los Andes.

## Clubes
| Club                    | País  | Año       |
| ----------------------- | ----- | --------- |
| Trasandino de Los Andes | Chile | 2005-2006 |
| Unión Española          | Chile | 2007      |
| Trasandino de Los Andes | Chile | 2007      |
| Unión Española          | Chile | 2008      |
| Trasandino de Los Andes | Chile | 2008      |
| Unión San Felipe        | Chile | 2009      |
| Unión La Calera         | Chile | 2009      |
| San Luis de Quillota    | Chile | 2011-2012 |
| Iberia                  | Chile | 2012      |
| Coquimbo Unido          | Chile | 2013-2014 |

## Palmarés

### Campeonatos nacionales
| Título             | Club             | País  | Año    |
| ------------------ | ---------------- | ----- | ------ |
| Primera B de Chile | Unión San Felipe | Chile | 2009-A |
| Primera B          | Unión San Felipe | Chile | 2009   |
| Primera B          | Coquimbo Unido   | Chile | 2014-C |